# Proseken
Proseken ist ein Ortsteil der Gemeinde Gägelow im Landkreis Nordwestmecklenburg in Mecklenburg-Vorpommern.

## Geografie und Verkehrsanbindung
Proseken liegt nordwestlich des Kernortes Gägelow an der Landesstraße L 01. Die B 105/B 106 verläuft östlich.

## Sehenswürdigkeiten
- Als Baudenkmale sind ausgewiesen (siehe Liste der Baudenkmale in Gägelow#Proseken):
  - Die Dorfkirche Proseken ist ein Bau der Backsteingotik aus dem 13. und 15. Jahrhundert. Dazu gehören der umgebende Friedhof und das Friedhofstor.
  - der Pfarrhof, ein Wohnhaus und eine Scheune (Hauptstraße 2)
  - das Kriegerdenkmal
- Das Großsteingrab von Proseken, eine Megalithanlage der Trichterbecherkultur (TBK), ist zwischen 3500 und 2800 v. Chr. entstanden. Es befindet sich westlich von Proseken in einer Baumgruppe im Feld.